# Thomas Lyon-Bowes (1821)
 (décembre 2023).
La mise en forme du texte ne suit pas les recommandations de Wikipédia : il faut le « wikifier ».
Les points d'amélioration suivants sont les cas les plus fréquents. Le détail des points à revoir est peut-être précisé sur la page de discussion.
- Les titres sont pré-formatés par le logiciel. Ils ne sont ni en capitales, ni en gras.
- Le texte ne doit pas être écrit en capitales (les noms de famille non plus), ni en gras, ni en italique, ni en « petit »…
- Le gras n'est utilisé que pour surligner le titre de l'article dans l'introduction, une seule fois.
- L'italique est rarement utilisé : mots en langue étrangère, titres d'œuvres, noms de bateaux, etc.
- Les citations ne sont pas en italique mais en corps de texte normal. Elles sont entourées par des guillemets français : « et ».
- Les listes à puces sont à éviter, des paragraphes rédigés étant largement préférés. Les tableaux sont à réserver à la présentation de données structurées (résultats, etc.).
- Les appels de note de bas de page (petits chiffres en exposant, introduits par l'outil «  Source ») sont à placer entre la fin de phrase et le point final[comme ça].
- Les liens internes (vers d'autres articles de Wikipédia) sont à choisir avec parcimonie. Créez des liens vers des articles approfondissant le sujet. Les termes génériques sans rapport avec le sujet sont à éviter, ainsi que les répétitions de liens vers un même terme.
- Les liens externes sont à placer uniquement dans une section « Liens externes », à la fin de l'article. Ces liens sont à choisir avec parcimonie suivant les règles définies. Si un lien sert de source à l'article, son insertion dans le texte est à faire par les notes de bas de page.
- La présentation des références doit suivre les conventions bibliographiques. Il est recommandé d'utiliser les modèles {{Ouvrage}}, {{Chapitre}}, {{Article}}, {{Lien web}} et/ou {{Bibliographie}}. Le mode d'édition visuel peut mettre en forme automatiquement les références.
- Insérer une infobox (cadre d'informations à droite) n'est pas obligatoire pour parachever la mise en page.

Pour une aide détaillée, merci de consulter Aide:Wikification.
Si vous pensez que ces points ont été résolus, vous pouvez retirer ce bandeau et améliorer la mise en forme d'un autre article.

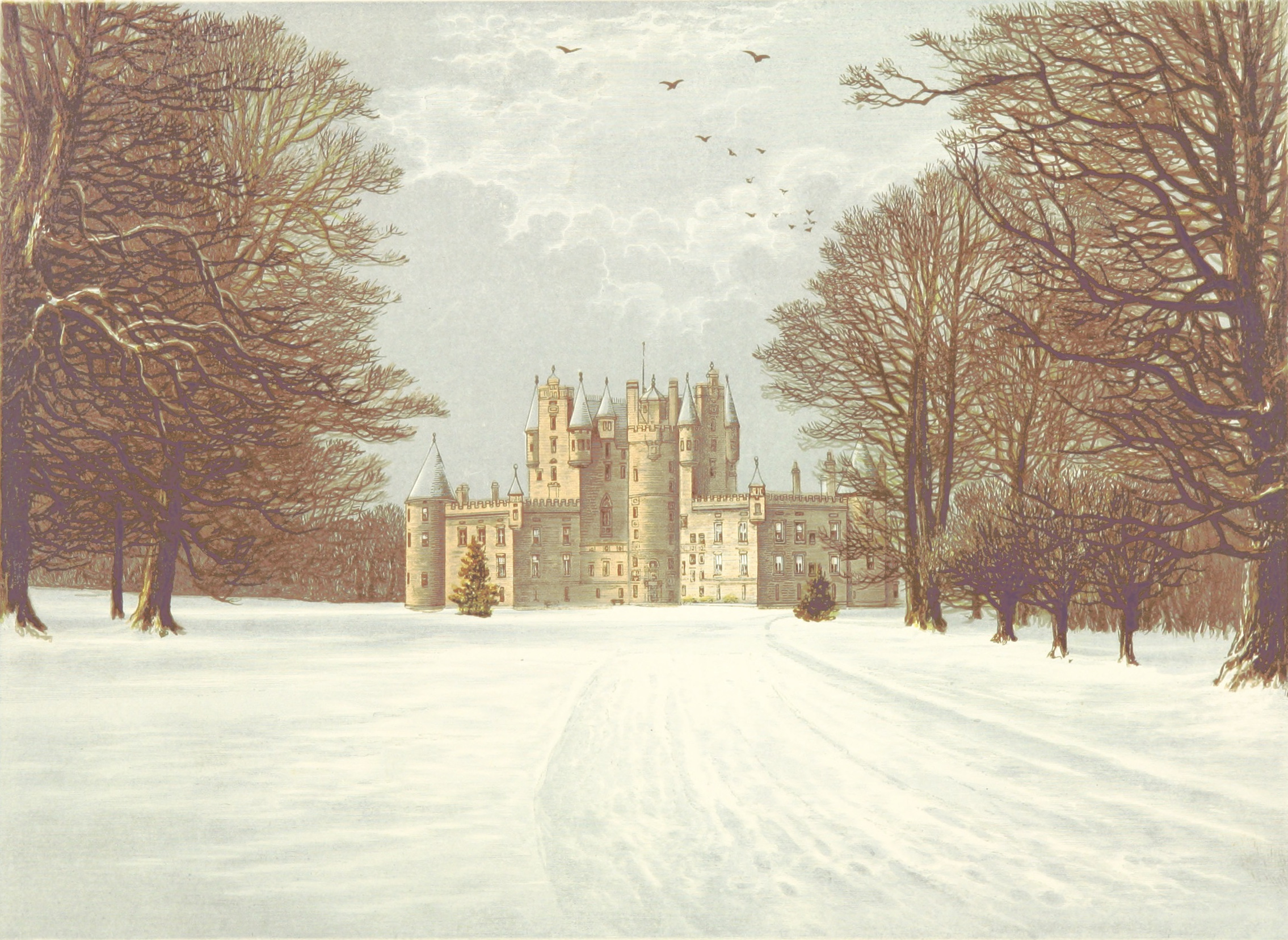
Le château de Glamis

Thomas Lyon-Bowes (né et mort le 21 octobre 1821) est le premier enfant de Thomas Lyon-Bowes, Lord Glamis, et de Charlotte Lyon-Bowes, née Grimstead, arrière-grands-parents d'Elizabeth Bowes-Lyon, devenue reine consort du Royaume-Uni en 1936. Thomas est généralement considéré comme « né et mort le 21 octobre 1821 ». Cependant, des rumeurs ont commencé à circuler à la fin du XIXe siècle selon lesquelles l'enfant n'était pas mort, mais né affreusement difforme. Il aurait donc été élevé dans un isolement extrême, caché au château de Glamis, dans l'Angus, en Écosse, donnant naissance au sobriquet et à la légende du "Monstre de Glamis", ou "Horreur de Glamis".

## Historique de la légende
Les rumeurs sur la survie de Thomas Lyon-Bowes semblent avoir émergé localement à la suite d'un récit de la sage-femme ayant officié à sa naissance, dont le nom ne nous est pas connu. L'enfant malformé aurait été en bonne santé au moment du départ de la sage-femme, ce qui a suscité des soupçons lorsque son décès a été annoncé un ou deux jours plus tard. L'histoire semblait connue au cours de la seconde moitié du XIXe siècle, lorsque Mlle M. Gilchrist, écrivant en 1885, était "non seulement convaincue qu'un tel monstre existait réellement, mais l'a même décrit - moitié grenouille, moitié homme !!", affirmant également "qu'il était le comte légitime". Les détails publiés sur le mystère de Glamis sous le règne de la reine Victoria mentionnent à peine le monstre et se concentrent plutôt sur la possibilité que les membres d'un clan rival meurent alors qu'ils sont enfermés dans la pièce secrète. La plus ancienne référence survivante date de 1908, dans laquelle il était affirmé que « dans le château de Glamis se trouve une chambre secrète. Dans cette chambre est enfermé un monstre, qui est l'héritier légitime du titre et de la propriété, mais qui est si peu présentable qu'il est nécessaire de le garder hors de vue et de possession. »  L'enfant Thomas n'a pas de tombe. Comme il avait été baptisé comme chrétien à la naissance, cela a été utilisé pour étayer l'hypothèse de sa survie. Cependant, le fait que Thomas Lyon-Bowes, enfant décédé en bas âge, n'ait pas de pierre tombale individuelle est conforme aux coutumes funéraires de l'époque. En effet, en raison du taux élevé de mortalité infantile, seuls les adultes étaient généralement concernés par un enterrement et avaient une tombe à leur nom. S’il existe des monuments funéraires dédiés aux enfants, ils sont relativement rares.
Lors d'une visite à Glamis, le biographe de la reine mère, Michael Thornton, aurait appris par le seizième comte que l'entrée de la chambre où vivait Thomas avait été condamnée après sa mort. Certains témoignages proviennent également de la chanteuse et compositrice Virginia Gabriel, qui séjourna au château en 1870. Selon Raymond Lamont Brown, si les rumeurs de chambre cachée sont susceptibles sont basées sur des faits, il affirme que la famille nie catégoriquement les rumeurs concernant un monstre.
Le monstre de Glamis serait mort à l'âge de 100 ans, en 1921.